# Amtsbezirk Laa
Der Amtsbezirk Laa war eine Verwaltungseinheit im Weinviertel in Niederösterreich.
Der Amtsbezirk war der Kreisbehörde in Korneuburg unterstellt und besorgte deren Amtsgeschäfte vor Ort. Die Zuständigkeit erstreckte sich neben Laa an der Thaya auf die damaligen Gemeinden Altenmarkt, Altmanns, Ameis, Kleinbaumgarten, Ehrensdorf, Eichenbrunn, Enzersdorf, Fallbach, Gaubitsch, Gnadendorf, Hagenberg, Hagendorf, Hanfthal, Großharras, Oberleis, Loosdorf, Neudorf, Kottingneusiedl, Patzmannsdorf, Pottenhofen, Pyhra, Altruppersdorf, Neuruppersdorf, Oberschoderlee, Unterschoderlee, Staatz, Unterstinkenbrunn, Stronsdorf, Ungerndorf, Waltersdorf, Wildendürnbach, Wultendorf, Wulzeshofen, Zlabern und Zwingendorf.
Der Amtsbezirk umfasste dabei 36 Gemeinden mit 21.520 Einwohnern (lt. Zählung von 1851).